# Zărneștii de Slănic, Buzău
Zărneștii de Slănic este un sat în comuna Cernătești din județul Buzău, Muntenia, România. Se află în Subcarpații de Curbură, în centrul județului, pe valea Slănicului.